# Třebsínské zvonění
Třebsínské zvonění je každoroční hudebně edukační festival v Třebsíně poblíž Sázavy.

## Festival
Třebsínské zvonění se koná začátkem července. Jde o festival, který je žánrově otevřen i generaci mladších posluchačů, neboť přidává k trampské, country, folk a bluegrass hudbě i blues a keltský rock. Ze všech žánrů představuje špičky současné hudební scény.